# Cheshire Cat (album de Blink-182)
Albums de Blink-182
Buddha
(1994) They Came to Conquer... Uranus
(1996)
Singles
1. M+M's
Sortie : 23 mai 1995
2. Wasting Time
Sortie : 28 juin 1996

Cheshire Cat est le 1er album studio du groupe californien Blink-182. Il est sorti en 1995 sous le label Grilled Cheese Records. Il s'agit de leur tout premier album commercial puisque les trois précédents sont comme des albums démo. Le Chat du Cheshire est le nom du chat dans Alice au pays des merveilles. Toutes les chansons sont écrites par Tom DeLonge et Mark Hoppus, et les paroles additionnelles sur le titre Wasting Time ont été écrites par Jeff Forrest.

## Liste des pistes
| Cheshire Cat | Cheshire Cat          | Cheshire Cat | Cheshire Cat | Cheshire Cat | Cheshire Cat | Cheshire Cat | Cheshire Cat | Cheshire Cat | Cheshire Cat |
| No           | Titre                 | Auteur       | Durée        |              |              |              |              |              |              |
| ------------ | --------------------- | ------------ | ------------ | ------------ | ------------ | ------------ | ------------ | ------------ | ------------ |
| 1.           | Carousel              | Blink-182    | 3:14         |              |              |              |              |              |              |
| 2.           | M+M's                 | Blink-182    | 2:39         |              |              |              |              |              |              |
| 3.           | Fentoozler            | Blink-182    | 2:04         |              |              |              |              |              |              |
| 4.           | Touchdown Boy         | Blink-182    | 3:10         |              |              |              |              |              |              |
| 5.           | Strings               | Blink-182    | 2:25         |              |              |              |              |              |              |
| 6.           | Peggy Sue             | Blink-182    | 2:38         |              |              |              |              |              |              |
| 7.           | Sometimes             | Blink-182    | 1:08         |              |              |              |              |              |              |
| 8.           | Does My Breath Smell? | Blink-182    | 2:38         |              |              |              |              |              |              |
| 9.           | Cacophony             | Blink-182    | 3:05         |              |              |              |              |              |              |
| 10.          | TV                    | Blink-182    | 1:41         |              |              |              |              |              |              |
| 11.          | Toast and Bananas     | Blink-182    | 2:42         |              |              |              |              |              |              |
| 12.          | Wasting Time          | Blink-182    | 2:49         |              |              |              |              |              |              |
| 13.          | Romeo and Rebecca     | Blink-182    | 2:34         |              |              |              |              |              |              |
| 14.          | Ben Wah Balls         | Blink-182    | 3:55         |              |              |              |              |              |              |
| 15.          | Just About Done       | Blink-182    | 2:16         |              |              |              |              |              |              |
| 16.          | Depends               | Blink-182    | 2:48         |              |              |              |              |              |              |
| 41:50        |                       |              |              |              |              |              |              |              |              |